# NGC 6658
NGC 6658 ist eine linsenförmige Galaxie vom Hubble-Typ S0 im Sternbild Herkules am Nordsternhimmel. Sie ist schätzungsweise 175 Millionen Lichtjahre von der Milchstraße entfernt und hat einen Durchmesser von etwa 100.000 Lichtjahren. Vom Sonnensystem aus entfernt sich die Galaxie mit einer errechneten Radialgeschwindigkeit von näherungsweise 3.700 Kilometern pro Sekunde.
Sie gilt als Teil der sechs Mitglieder umfassenden Lyons Groups of Galaxies LGG 421 um PGC 62097. Im selben Himmelsareal befinden sich unter anderem die Galaxien NGC 6660, PGC 62086, PGC 1676439, PGC 1685874.
Das Objekt wurde am 6. Juni 1864 von Albert Marth entdeckt.